# Левин, Фёдор Иванович
Фёдор Ива́нович Лёвин (1896, Степановка, Саратовская губерния — 25 июня 1959, Киев) — 2-й секретарь Организационного бюро ЦК ВКП(б) по Тамбовской области. Входил в состав особой тройки НКВД СССР.

## Биография
Фёдор Иванович Лёвин родился в 1896 году в деревушке Степановка Балашовского уезда Саратовской губернии в семье крестьянина-бедняка. В 1910—1912 годах был учеником портного в Степановке. В 1912—1916 годах работал батраком у помещиков в Протасове и Ключах (Саратовская губерния).
В 1916—1917 годах служил в армии рядовым 92-го запасного полка в Саратове. В 1917—1921 годах — красногвардеец, затем красноармеец. Служил в Саратове и Балашове. В 1919 году стал членом РКП(б).
В 1921 году был демобилизован. В 1921—1922 годах — председатель Краснозвёздного волсовета (Балашовский уезд Саратовской губернии). В 1922—1923 — секретарь Макаровского волкома (Балашовский уезд Саратовской губернии).
В 1923—1924 — студент рабфака в Саратове. В 1924—1926 — студент рабфака при Московском институте народного хозяйства им. Г. В. Плеханова. В 1926—1927 — консультант Туркменского представительства при СНК СССР. В 1927—1930 — студент юридического факультета Московского государственного университета им. М. В. Ломоносова.
В 1931—1932 — помощник прокурора РСФСР А. Я. Вышинского.
В 1932—1933 — слушатель отделения права Института красной профессуры.
В 1933—1934 — начальник политотдела МТС в Боринском (Липецкий район Центрально-Чернозёмной, затем Воронежской области).
В 1934—1937 годах — 1-й секретарь Боринского райкома ВКП(б) (Воронежская область).
В июне — сентябре 1937 года — заведующий сельскохозяйственным отделом Воронежского обкома.
С сентября 1937 года по февраль 1938 года — 2-й секретарь Организационного бюро ЦК ВКП(б) по Тамбовской области. Этот период отмечен вхождением в состав особой тройки, созданной по приказу НКВД СССР от 30.07.1937 № 00447 и активным участием в сталинских репрессиях.
12 декабря 1937 года был избран депутатом Верховного Совета СССР I созыва от Тамбовской области.

## Завершающий этап
Арестован 20.02.1938 года в Москве, этапирован в Тамбов. Решением бюро Тамбовского горкома ВКП(б) исключён из партии как «враг народа, арестованный органами НКВД». Приговорён 22 марта 1941 года Особым совещанием при НКВД СССР к 8-ми годам ИТЛ. Осуждён за «участие в правотроцкистской террористической организации и подготовке в 1938 году покушения на одного из секретарей ЦК ВКП(б) при приезде его в город Тамбов».
В 1941—1950 — заведующий материально-техническим складом строительства НКВД (МВД) железной дороги в Печоре (Коми).
В 1950—1954 — плановик, кассир, рабочий-штамповщик артели «Металлист» в Кокчетаве (Казахстан).
Реабилитирован 4 августа 1954 года. Восстановлен в рядах КПСС.
В 1954—1956 годах работал председателем артели «Заря». С июня 1956 года — заместитель председателя Печорского горсовета (Коми).
Умер в Киевской области в августе 1954 года.